# Матрай-ін-Осттіроль
Матрай-ін-Осттіроль (нім. Matrei in Osttirol) — ярмаркове містечко й громада округу Лієнц в землі Тіроль, Австрія.
Матрай-ін-Осттіроль лежить на висоті 975 над рівнем моря і займає площу 277,8 км². Біля містечка зливаються річки Ізель і Тауербах. Громада налічує 4781 мешканців. 
Густота населення 17/км². 
Округ Лієнц, до якого належить Матрай-ін-Осттіроль, називається також Східним Тіролем. Від основної частини землі, 
Західного Тіролю, його відділяє смуга Південного Тіролю, що належить Італії. 
Громада Матрай-ін-Осттіроль розташована на відстані 29 км на північ від Лієнца у Високому Тауерні.
|                                              |
| Матрай-ін-Осттіроль на мапі округу та землі. |

 Адреса управління громади: НЕ ЗНАЙДЕНО, 9971 Matrei in Osttirol. 

## Виноски
1. ↑  Dauersiedlungsraum der Gemeinden Politischen Bezirke und Bundesländer - Gebietsstand 1.1.2018 — Статистичне управління Австрії.
2. ↑  Einwohnerzahl 1.1.2018 nach Gemeinden mit Status, Gebietsstand 1.1.2018 — Статистичне управління Австрії.
3. ↑  www.matrei-ost.tirol.gv.at. Архів оригіналу за 23 жовтня 2016. Процитовано 7 липня 2013.
4. ↑  Permalink Österreichischer Bibliothekenverbund[недоступне посилання з квітня 2019].